# 新竹市役所
新竹市役所（しんちくしやくしょ）は台湾新竹市東区にある日本統治時代の新竹州新竹市の市庁舎。
市の文化遺産（市定古蹟）登録を経て現在は美術館として利用されている。

## 沿革
1920年に日本政府は台湾で「市街庄制」を施行し、当地は新竹州新竹郡新竹街に属していた。1925年に新竹郡役場として建立され、旧・新竹庁庁舎内に設置されていた郡役場が移転する(p55)。
1930年、新竹の人口が急成長し、政治経済の中心として更に重要性を増したため新竹市に昇格し、街役場も市役所となった(pp53-54)。1月20日に廃庁式（所在地は東門外15番地(p61)）、翌1月21日に開庁式を行い、1月27日に市役所へ改名と同時に翌年まで増築工事がなされた(p55)。1935年に所在地が東門町1丁目1番地となる(p61)。
第二次世界大戦後は台湾省行政長官公署新竹州接管委員会によって市役所は新竹市政府となり、その後新竹県設立や行政区画再編を経て県政府は桃園へ移転、市政府は旧新竹州庁を使用することとなった。旧市役所庁舎は中国国民党の県党部（県支部）として使われ(pp57-58)、市政府に移管後は1973年3月1日より警察局戸政事務所（戸籍事務所）(pp57-58)、1992年7月1日より『北区』戸政事務所となった(pp57-58)。
1999年に戦後の増築部分を撤去し(pp57-58)、2001年に市の文化遺産（市定古蹟）に登録後、11月5日に北区戸政事務所は転出、入居者不在となった(pp57-58)。修復事業を経て美術館への転用が決定され、市昇格25周年となる2007年12月25日に「新竹市美術館及開拓館」(英語: Hsinchu City Art Gallery & Reclamation Hall)として生まれ変わった。

## 建築
土地面積は1,611平方メートル(p61)。大正時代の官公署に典型的な和洋折衷の建築様式となっていて、4方向への傾斜がある寄棟造と2つのドーマーをもつ和風屋根と赤煉瓦造りによる西洋風の建屋（2階建て）の構成。正面から見ると長方形の建屋で、入口は1930年の増築で年車寄せのための門廊が増設されている。門廊上には花輪柄の紋章があったが、戦後の増築時に青天白日の紋章に代えられたが、文化資産登録後の修復時に復元されている。現在は修復を経て建立当時の姿がほぼ再現されている。

## 新竹市美術館
新竹市美術館(しんちくしびじゅつかん、英語: Hsinchu City Art Gallery)は新竹市政府文化局が運営する美術館。2007年に郷土資料館を併設する形で開業。旧新竹市役所庁舎1階を再利用した郷土史（古い地名の由来解説や市の開発史）を展示、解説する開拓館と、2階を利用した台湾の現代美術の収蔵・展示を目的とした公営美術館で構成されていた。2014年から市長に就任した林智堅により、現代美術を強化した「新竹市美術館」への転換が図られた。

## 立地

### 周辺
- 新竹市政府（中国語版） - 中央路を隔てた北西に隣接する国定古蹟の旧新竹州庁を市政府庁舎として使用している。
- 迎曦門（中国語版）
- 護城河親水公園
- 新竹城隍廟（中国語版）
- 新竹駅

### 交通
- 新竹駅（台湾鉄路管理局）：竹塹城を経て中正路を北上し中央路で右折。徒歩約700メートル。
- 高鉄新竹駅（台湾高速鉄道）：六家線で台鉄新竹駅、または新竹市公車（中国語版）182路（国光客運）の北大橋行きで東門市場下車[13]。
- 「美術館」停留所を発着する市公車
  - 新竹市公車52、53路（金牌客運）
  - 新竹市公車緑線（苗栗客運）

### 註釈
1. ↑  新竹県の県轄市
2. ↑  行政市轄区としての北区ではなく、戸政事務所（東・北）としての名称。